# Колимбия
Коли́мбия (греч. Κολύμπια) — деревня в Греции, на восточном побережье острова Родос, одного из островов Додеканес в юго-восточной части Эгейского моря. Находится к югу от города Афанду, примерно в 25 км к югу от города Родос, вблизи национальной автодороги 95 (Родос — Линдос). Административно относится к сообществу Афанду в общине Родос в периферийной единице Родос в периферии Южные Эгейские острова. Население 257 человек по переписи 2011 года.
Колимбия была основана в 1935 году, когда острова Додеканес находились под властью Итальянского королевства, путём переселения жителей близлежащих деревень Афанду и Архангелос. Итальянцы дали ей название Сан-Бенедетто (итал. San Benedetto). Греческим названием было Сан-Бенендето (Σαν Μπενεντέτο). Название Колимбия было дано в 1961 году. В 1980-е годы стала развиваться как пляжный курорт. В настоящее время в Колимбии расположено около 30 отелей различных категорий — от 2 до 5 звёзд.
В Колимбии есть 3 песчано-галечных пляжа, также предоставляющие водно-спортивные развлечения. В окрестностях деревни интерес представляют Семь Источников, монастырь Цамбика, и одноимённый с ним пляж (Παραλία Τσαμπίκα).

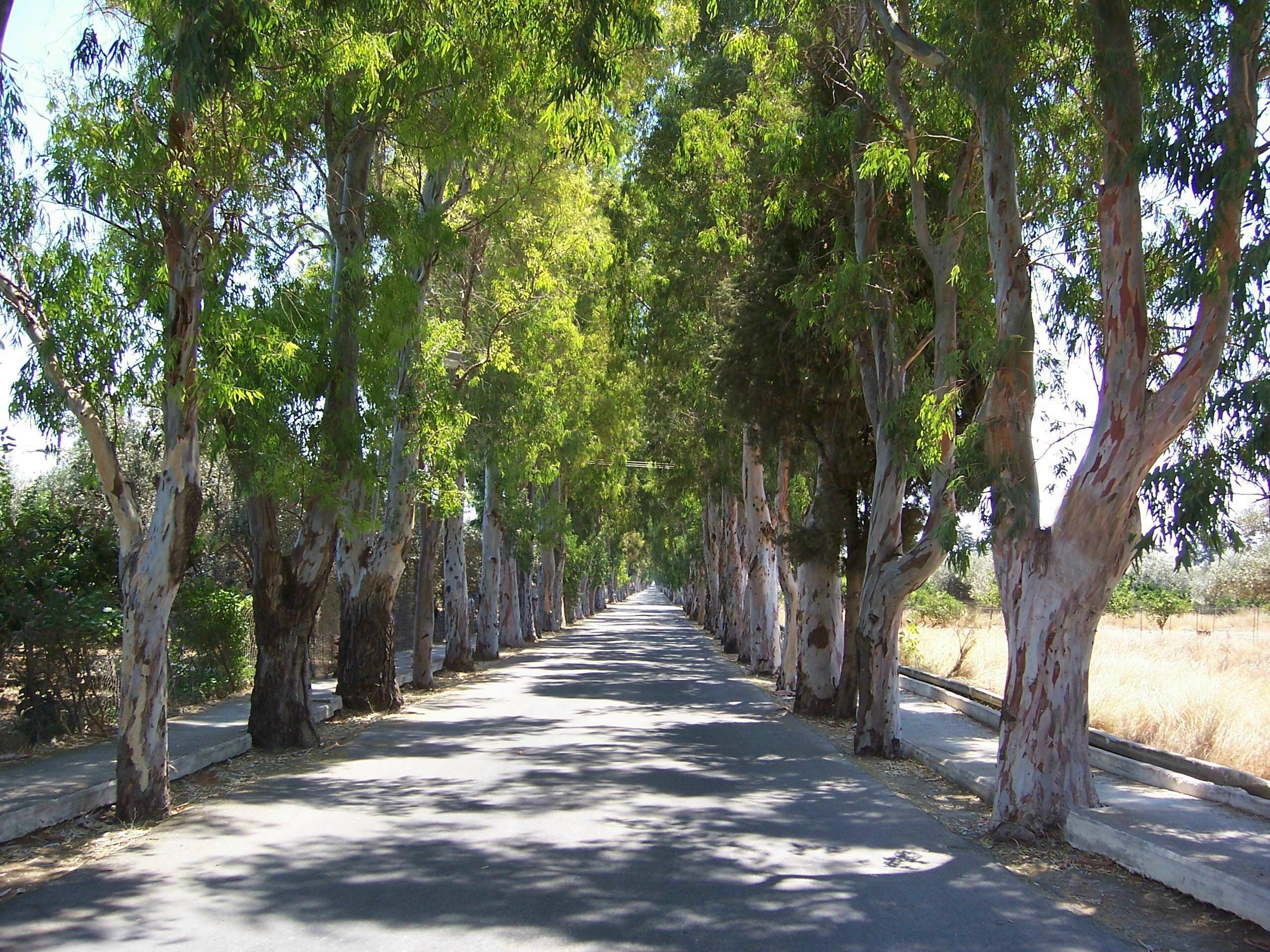
Эвкалиптовая аллея в Колимбии

Самой примечательной улицей Колимбии является Эвкалиптовая аллея («Οδός Ευκαλύπτων»), протянувшаяся почти на 3 км от шоссе Родос — Линдос до побережья. Вдоль неё (в основном, ближе к морю) располагаются основные магазины, рестораны и бары. Аллея была высажена в 1930-х годах, когда на Родос планировался визит Муссолини. Остальные улицы носят названия городов Европы — улицы Афин, Берлина, Парижа, Осло, Рима, Москвы, и так далее.

## Население
| Год  | Население, человек |
| ---- | ------------------ |
| 1991 | 275                |
| 2001 | 423                |
| 2011 | ↘ 257              |